# Långtjärnen (Haverö socken, Medelpad, 692193-145060)
Långtjärnen är en sjö i Ånge kommun i Medelpad och ingår i Ljungans huvudavrinningsområde.